# Saint-Pons-de-Mauchiens
Saint-Pons-de-Mauchiens is een gemeente in het Franse departement Hérault (regio Occitanie) en telt 551 inwoners (2004). De plaats maakt deel uit van het arrondissement Béziers.

## Geografie
De oppervlakte van Saint-Pons-de-Mauchiens bedraagt 13,8 km², de bevolkingsdichtheid is 39,9 inwoners per km².
De onderstaande kaart toont de ligging van Saint-Pons-de-Mauchiens met de belangrijkste infrastructuur en aangrenzende gemeenten.

## Demografie
Onderstaande figuur toont het verloop van het inwonertal (bron: INSEE-tellingen).